# 寺家駅前
寺家駅前(じけえきまえ)とは、広島県東広島市の町名。全域で住居表示が実施されている。

## 概要
もとは西条町寺家の一部であった。2017年の寺家駅開業を受け、翌年の2018年に駅周辺を「寺家駅前」として分離し、住居表示を実施した。このような経緯で設置されたため、西条町寺家によって四方を囲まれている。

## 交通

### 鉄道
JR山陽本線 - 寺家駅

### バス
JRバス中国によって西条駅と東広島医療センターを結ぶ路線バスが運行されており、寺家駅南口ロータリーを経由する。

### 道路
- 広島県道329号飯田吉行線
- 国道486号(山陽ふるさと街道)

## 施設
- 広島県信用組合東広島支店

## 教育
公立小・中学校に通学する場合、学区は以下のようになる。
- 小学校：平岩小学校
- 中学校：磯松中学校

## 世帯数・人口
2024年9月現在の世帯数は339世帯、人口は684人である。